# SuS Niederschelden
SuS Niederschelden is een Duitse voetbalclub uit Niederschelden, een ortsteil van Siegen, Noordrijn-Westfalen.

## Geschiedenis
De club werd op 8 februari 1908 opgericht als Sport Niederschelden. Datzelfde jaar werd ook FC Borussia Niederschelden opgericht. Na een fusie van beide clubs in 1911 werd de naam SpVgg Niederschelden aangenomen. In 1924 sloot FC Siegtal zich bij de club aan en na een fusie op 24 juli 1925 met FC Gosenbach kwam de huidige club SuS Niederschelden-Gosenbach tot stand. In 1931 promoveerde de club naar de hoogste klasse van de Zuidwestfaalse competitie en degradeerde na één seizoen. Eind jaren veertig was de club nog actief in de hogere amateurklassen, maar intussen zakte de club weg in de anonimiteit.